# クレヨンしんちゃん バカうまっ!B級グルメサバイバル!!
『クレヨンしんちゃん バカうまっ!B級グルメサバイバル!!』（クレヨンしんちゃん バカうまっ ビーきゅうグルメサバイバル）は、2013年4月20日に公開された『クレヨンしんちゃん』劇場映画シリーズ第21作目。

## 概要

### ストーリー案
映画シリーズとしては初の「食べ物」や「グルメ」をテーマにした作品である。また、本作から第17作目『オタケベ!カスカベ野生王国』を除く第8作目『嵐を呼ぶジャングル』以降の全作品に付けられていたサブタイトルの「〜を呼ぶ」が撤廃された。第18作目『超時空!嵐を呼ぶオラの花嫁』を除けば第12作目『嵐を呼ぶ!夕陽のカスカベボーイズ』以来カスカベ防衛隊が本格的にメインとなる作品である。
ボーちゃん以外のカスカベ防衛隊の保護者は、セリフの有無問わず3人一緒に行動するのが基本だが、今作は風間ママのみの登場で、野原一家と共に悪の組織に立ち向かっている。
監督を務める橋本昌和に話が来た際、「カスカベ防衛隊の身近なところでの冒険物語がやりたい」とのプロデューサーの要望があった。そこから脚本の浦沢義雄と話していく中で、「B級グルメ」の話にすることが決まり、メインとなるB級グルメは、普段食べているものにしようと焼きそばになったと語っている。本作に出てくる焼きそばの上に生卵が乗っているのは、橋本の家庭の焼きそばにいつも生卵が乗っていたためである。

### スタッフ
監督は前作品の増井壮一から、橋本昌和へバトンタッチ。脚本は浦沢義雄とテレビシリーズにも参加しているうえのきみことの共同執筆。ストーリーの大半を浦沢が執筆し、うえのはキャラクター監修と脚本の修正などを担当した。劇場版シリーズにおいて脚本家が共同執筆するのは、第13作目の『伝説を呼ぶブリブリ 3分ポッキリ大進撃』以来、6度目となる。
作画面でのキャラクターデザインには前回同様に、原勝徳と末吉裕一郎の半々で、しんのすけなどのレギュラーキャラを原が、ゲストキャラクター全般を末吉という分担作業を行った。また、高倉佳彦がメカニックデザインを担当している他、湯浅政明が6年ぶりに原画として参加している。

### ゲスト声優
2013年1月には特別ゲストとして、渡辺直美とコロッケ、さらにフレンチシェフの川越達也が本人役で出演することが決定した。

### その他
2013年12月12日にコミカライズ版が発売された。
2013年11月1日には、ぼてぢゅうグループの関東エリアを担当する東京フード社から“今年最も焼きそばを食べたくなる映画”に贈る『日本ヤキソバー賞』を受賞した。
2013年12月8日には、農林水産省が主催し、日本の食文化を描いた作品を表彰する「Contents Award of Japan Food Culture 〜　日本食文化の世界的発信に寄与する優良コンテンツの表彰」において、アニメ部門銀賞を受賞した。
本作のキャラクターであるトリュフを演じた神谷浩史は、2016年5月13日放送分のテレビシリーズより塩沢兼人の後任としてぶりぶりざえもんを担当している。

### コラボレーション
B級グルメが主題ということで、食品関連のコラボレーションが組まれた。
サークルKサンクスでは、この作品のコラボレーションで「映画「クレヨンしんちゃん B級グルメサバイバル!!」フェア」というキャンペーンが組まれ、オリジナル商品が発売された。
ゼンショーはすき家内でこの映画とのコラボレーション商品である「やきそば牛丼」と「お子様やきそば」を発売し、キャンペーンも展開された。「焼きそば牛丼」とは、牛丼の上に焼きそばを乗せ、その上から秘伝のソースを掛けて食べるというもので、3月28日頃から先行販売していた一部店舗で食した人達によってtwitterやfacebook上で拡散。ネット上で大きな話題になっていった。当商品のCMでは劇中の挿入歌である「やきそばの歌 〜ソース is love〜」がBGMとして使われている。
ぼてぢゅうグループでは、この作品とのコラボレーションで限定メニュー「クレヨンしんちゃんセット」や、プレゼント付きのぬりえコンテストを展開した。コラボではないが、黒澤明監督の映画『夢』のロケ地としても知られる長野県安曇野市の「大王わさび農場」と、安曇野市近郊の山岳地帯一帯がモチーフのひとつとなっている。

### 興行成績
全国324スクリーンで公開され、2013年4月21日、22日の二日間の動員19万9,993人、興収2億2,533万7,650円をあげ、観客動員ランキング（興行通信社調べ）で初登場第2位となった。なお、初日二日間で興行収入が2億円を超えたのは第18作目の『超時空!嵐を呼ぶオラの花嫁』以来3年ぶりで、ぴあ初日満足度ランキングでも『名探偵コナン 絶海の探偵』における91.6の僅差である90.7で第2位を記録した。また公開4週目で興業収入が10億円を突破した。最終興行収入は13.0億円。劇場版シリーズで興行収入が13億を超したのは第15作の『嵐を呼ぶ 歌うケツだけ爆弾!』以来6年ぶりである。

## ストーリー
これは、ある春の日、春日部で起こった奇跡と友情と空腹の物語である―。
春日部で行われているB級グルメカーニバルに連れて行ってもらえなかったしんのすけは、カスカベ防衛隊のメンバーと親達に内緒で行こうと画策する。そしてその道中、謎の女性・「しょうがの紅子」からとあるソースをカーニバルに届けることを頼まれ、すんなりと引き受けることに。
だがそのソースは、B級グルメ撲滅を目論むA級グルメ機構の魔の手からB級グルメを救える唯一の存在・伝説のソースだった。そんな中、しんのすけ達はふとした手違いから見知らぬ土地へと迷い込んでしまう。果たして、伝説のソースを巡るA級グルメ機構との戦いに巻き込まれたしんのすけ達は、伝説のソースを無事カーニバルに届け、ソースの健の作る焼きそばを食べることができるのか?

## ゲストキャラクター

### B級グルメカーニバル
ソースの健
焼きそば職人。女性に対して不器用。名前の由来とモデルは高倉健。
一人称は「あっし」で、語尾に「〜ござんす」をつけて話す。見掛けによらず2丁のへらを武器にA級グルメ機構の手下達を一蹴させるほどの戦闘力を持つ。なお「ソースの健」という名前は初代である吉田兼好から継がれてきた名前で、本作に登場する人物で50代目になる。
第25作『襲来!!宇宙人シリリ』では、しんのすけとシロとシリリが立ち寄った長崎のお祭りの屋台でグルメッポーイと焼きそばを焼いている。
しょうがの紅子
ソースの健の恋人で、伝説のソースを持っていた。紫色のパンツを穿いている。物語冒頭で健からの連絡を受けて伝説のソースをB級グルメカーニバルに届けようとしたがA級グルメ機構の追っ手に追われ、偶然通りかかったしんのすけ達にソースを託す。
川越シェフ
本人役で登場。「食べもの探訪」という番組でB級グルメカーニバルをレポートしている。

### B級グルメ防衛隊
エンディングではA級グルメの関係者と共にソースの健とグルメッポーイの旅立ちを見送っている様子が描かれている。
下町コロッケどん
コロッケのかぶり物をした男性。語尾に「〜コロ」をつける。
お好み焼きの文太
お好み焼き職人。
たこ焼きのミナミ
たこ焼きの着ぐるみを着た女性。
博多もつカレーのお京
博多もつカレー職人の女性。気が強く喧嘩っ早いがシャイな一面もある。博多弁で話す。寿司夫婦仮面の作ったワサビ入りの寿司を食べさせられ気絶する。
大阪串カツの将（まさ）
串カツ職人の男性。女性には優しい。関西弁で話す。ステーキライダーの出す炎で店を燃やされてしまった。

### A級グルメ機構
グルメッポーイ
世界A級グルメ機構の最高責任者。本作の黒幕。A級以外グルメと認めず、B級グルメの壊滅を企む。普段は丁寧語で喋っているが激情すると子供の様に言葉遣いが悪くなる。
自身の両親もB級グルメに嫌悪感を示しており、それ故に子供の頃から食事の作法などから厳しく育てられてきた。そのため、食事中は一切笑いがなく、しんのすけに「全然楽しそうじゃない」と指摘された。フォークを武器にソースの健の攻撃を受け流して返り討ちにしたり、石頭のしんのすけにげんこつをしても全く痛がらないなど戦闘力はかなり高いが、かすかべ防衛隊に「美女がいる」と適当な方向を指され騙された際に微妙に顔を赤らめるなどコミカルかつ間の抜けた一面も持つ。
B級グルメ壊滅を企むきっかけは幼少期のある時、海外で出店していたソースの健が作る焼きそばを見て感銘を受けるも、チチッポーイが「汚らわしいもの」「法で規制すべき」と健に罵声を浴びせたためその焼きそばを食べることはかなわなかった悔しさによる八つ当たりに近い理由で嫌悪感ではなかった。最後はしんのすけ達が作った究極の焼きそばを食して念願が叶い涙を流しながら改心し、『皆で楽しく食べると、美味しい物はもっと美味しい』という事を教えられ、しんのすけ達と和解した。仲間達と共にカーニバル会場を修復した後は、ソースの健と共に旅に出た。
第25作『襲来!!宇宙人シリリ』では、しんのすけとシロとシリリが立ち寄った長崎のお祭りの屋台でソースの健と焼きそばを焼いている。

#### A級グルメラヴァーズ
エンディングでは焼きそばを食べた後に他のA級グルメの関係者と会場を直し、ソースの健とグルメッポーイの旅立ちを見送っている様子が描かれている。
キャビア
5つ星A級グルメラヴァーズの一人。ロシア人の女性。巨乳。しんのすけには「虫のお糞のおねいさん」と呼ばれている。
キャビアを好み（かすかべ防衛隊には不評だった）、マヨラー（マヨネーズ）が大嫌い。武器に釣竿を使う。普段は日本語で話すが、パニックになると巻き舌になったり、ロシア語を話したりする。
終盤ではトリュフ、フォアグラ錦と共にソースを奪いに来るが、ボーちゃんと風間に釣竿を奪われ釣り糸を身体に絡められ身動きが取れなくなり放置された。
トリュフ
5つ星A級グルメラヴァーズの一人。オネエ系の男性。モデルはKABA.ちゃん。
トリュフとエレガントを好み、下品をこよなく嫌う。自身のブタ・ピギーを自在に操る。物語の序盤で紅子を追撃し、彼女が伝説のソースをしんのすけ達に託した事を知ってしんのすけ達の追跡を開始する。終盤ではキャビア、フォアグラ錦と共にソースを奪いに来るが、後述の理由でバランスを崩していたフォアグラ錦の脳天かかと落しを食らい敗れた。
ピギー
トリュフのペットのブタ。警察犬のような敏感な鼻でソースを追跡する。2本足で立つことが出来る（ただしシロと異なり、ふらついている）。実は1匹だけでなく複数おり、全部で7匹ほどいる。
終盤でトリュフ、キャビア、フォアグラ錦と共にしんのすけ達からソースを奪うために立ち塞がったが、シロのフラダンスに怯え、トリュフのマントの中に隠れてしまう。騒乱後はシロと共にフラダンスを披露している。
横綱フォアグラ錦
5つ星A級グルメラヴァーズの一人。力士のような姿をした大柄な男性。その通り力士のような口調で話す。フォアグラを好み、ちゃんこ鍋を嫌う。但し、しんのすけ達の背中に詰まっている物が『夢と希望』だと答えられると、それに騙されて「頑張んな」と言って見逃そうとする等、グルメラヴァーズのメンバーの中では情に厚い一面も見せている。
終盤ではキャビア、トリュフと共にソースを奪いに、マサオとの一騎討ちにでるがネネが先手を打って転がした水筒（ネネ曰く「象が踏んでも大丈夫」な物）を踏んでバランスを崩し、トリュフにかかと落しを食らわせてしまい、そのままトリュフのマントに隠れていたピギーが飛び出すと同時に倒れて敗れた。
寿司夫婦仮面
4つ星寿司職人。仮面舞踏会のような格好をした男女のペア。
最高級天然クロマグロと有機栽培コシヒカリを用い、コンビで華麗に踊りながら寿司を握り、攻撃を繰り出す。二人とも銀座での修行経験がある。ステーキライダーが転倒した時に二人の元へ飛んできたステーキを夫が妻を盾にしたため、「仮面夫婦」という言葉に興味を示したネネから「所詮仮面夫婦ね…」と嘲笑された。
ステーキライダー
4つ星シェフで孤高のライダー。鉄板つきバイクでステーキを焼きながら襲撃する。キャビア、トリュフ、フォアグラ錦が倒された後、寿司夫婦仮面と共にしんのすけ達を襲おうとするが、ソースの健にバイクを転倒させられ、5人のB級グルメカーニバル関係者に蹴られた。

### その他
チチッポーイ、ハハッポーイ
グルメッポーイの両親。B級グルメに嫌悪感を示している。その為、彼に食事の作法などから厳しく教えてきた。海外出店していたソースの健の焼きそばに感銘したグルメッポーイに対し、「そんな手間隙かけていない汚らわしいものに感心するな。これ以上私をがっかりさせないでくれ」と咎め、「ああいうものは、法で厳しく規制すべき」「子供の前で見せるなんて信じられない」と健に罵声を浴びせた。間接的ではあるが、グルメッポーイにB級グルメへの嫌悪を抱かせた元凶である。

## 用語
秘伝のソース
しんのすけ達が運ぶ事となった究極のソース。ソースの健によると、鎌倉時代の末、吉田兼好が徒然なるままに作ったとの事で、その後、50代目の健まで脈々と受け継がれ、普段はとある大型の金庫で保管されている。健曰わく、奇跡の美味さとの事で、しんのすけ達が焼きそばで作る際、用いた時は、乱闘状態だったA級グルメ機構と捕らえられたひろし達をその匂いだけで虜にした。

## キャスト
- 野原しんのすけ - 矢島晶子
- 野原みさえ - ならはしみき
- 野原ひろし - 藤原啓治
- 野原ひまわり - こおろぎさとみ
- 風間くん / シロ - 真柴摩利
- ネネちゃん - 林玉緒
- マサオくん - 一龍斎貞友
- ボーちゃん - 佐藤智恵
- アクション仮面 - 玄田哲章
- 桜ミミ子 - 小桜エツコ
- 怪人 - 船木真人
- 川口 - 中村大樹
- 園長先生 - 納谷六朗
- 風間ママ - 玉川砂記子
- ヨシリン - 阪口大助
- ミッチー - 大本眞基子
- ソースの健、ナレーション - 辻親八
- 大阪串カツの将 - 一条和矢
- 博多もつカレーのお京 - 矢野理香
- たこ焼きのミナミ - ジェーニャ
- 横綱フォアグラ錦 - 大川透
- トリュフ - 神谷浩史[15]
- キャビア - 早見沙織[15]
- 寿司夫婦仮面（夫） - 大塚芳忠
- 寿司夫婦仮面（妻） - 鷹森淑乃
- ステーキライダー - 利根健太朗
- A級グルメ部下 - 大西健晴、浅利遼太
- チチッポーイ - 手塚秀彰
- ハハッポーイ - 倉田雅世
- 下町コロッケどん - コロッケ[16]（特別出演）
- しょうがの紅子 - 渡辺直美（特別出演）
- 川越シェフ - 川越達也（特別出演）
- グルメッポーイ - 中村悠一[15] / 松元恵（少年期）

## スタッフ
- 原作 - 臼井儀人（らくだ社）
- 脚本 - 浦沢義雄、うえのきみこ
- 作画監督 - 原勝徳、大森孝敏、針金屋英郎
- 美術監督 - 高橋佐知、沖吉真由美
- キャラクターデザイン - 原勝徳、末吉裕一郎
- 色彩設計 - 野中幸子
- 撮影監督 - 梅田俊之
- ねんどアニメ - 石田卓也
- 音楽 - 荒川敏行、多田彰文、澤口和彦
- 音響監督 - 大熊昭
- 編集 - 三宅圭貴
- チーフプロデューサー - 和田泰、杉山登、鶴崎りか、箕浦克史
- 監督 - 橋本昌和
- 絵コンテ - 橋本昌和、髙橋渉、誌村宏明、宮脇千鶴、増井壮一
- 作画監督補 - 末吉裕一郎、間々田益男
- メカデザイン - 高倉佳彦
- 演出 - 佐々木忍
- 動画検査 - 小原健二
- 動画 - スタジオりぶら、MarBean Animation、中村プロダクション、夢弦館、ベガエンタテイメント、ORANGE、OH!プロダクション、スタジオ・たくらんけ、TYOアニメーションズ、ディオメディア、AI
- 仕上 - ライトフット、オフィス フウ、トレース・スタジオM、Wish、ベガエンタテイメント、ORANGE
- 背景 - スタジオ・ユニ、アトリエローク 07
- コンポジット撮影 - アニメフィルム
- 特殊効果 - 佐藤香織（アニメフィルム）
- CGI - つつみのりゆき
- エンディングアニメーション - 末吉裕一郎
- 撮影協力 - ライトフット
- 音響演出助手 - 浦上靖之
- 音響制作デスク - 穂積千愛
- 録音スタジオ - APU MEGURO STUDIO
- ミキサー - 内山敬章
- アシスタント・ミキサー - 小沼則義
- 音響効果 - Fizz Sound Creation、松田昭彦、庄司雅弘
- 音楽制作 - イマジン、齋藤裕二
- レコーディングエンジニア - 中村充時
- 音楽協力 - テレビ朝日ミュージック
- ドルビーフィルム・コンサルタント - 河東努、森幹生、コンチネンタルファーイースト（株）
- デジタル光学録音 - 西尾曻
- 連載 - 双葉社、月刊まんがタウン
- オープニングねんどクルー - 石田らどん、折無蓮、倉本美枝、志賀剛、松本智子
- 照明協力 - 宮島忠
- 編集スタジオ - 岡安プロモーション
- 編集助手 - 藤本理子
- 撮影データ管理 - 柏原健二
- 現像 - 東京現像所
- HD編集 - 金沢佳明、山本洋平
- フィルムレコーディング - 増田悦史
- DCRマスタリング - 村田繁、千木良保宜
- タイミング - 湯澤祐一
- ラボ・コーディネート - 丸山裕子
- ラボ・マネージメント - 井上純一、近藤桂司
- 宣伝プロデューサー - 江上智彦
- 宣伝 - 松木理恵子、田中祥子、西川由香里、増田麻紀絵、槙田美香、浅原聡子
- クレヨンしんちゃん委員会 - 北川敦朗、山川順一 / 川北桃子　大松宏樹　水谷誠也 / 高木智悌、小川邦恵、天野賢 / 杉山由紀子、山田千尋、高橋由美
- 制作事務 - 平山友紀
- 制作進行 - 國安真一、伊藤貴徳、廣川浩二、須藤悟史
- 制作デスク - 永田雄一、山崎智史
- アシスタントプロデューサー - 馬淵吉喜、菅野あゆみ
- プロデューサー - 吉田有希、本井健吾、鈴木健介
- 制作 - シンエイ動画、テレビ朝日、ADK、双葉社

## 主題歌
- オープニングテーマ - 『キミに100パーセント』（ワーナーミュージック・ジャパン/unBORDE）
  - 作詞・作曲・編曲 - 中田ヤスタカ / 歌 - きゃりーぱみゅぱみゅ
- 挿入歌 - 「やきそばの歌 〜ソース is love〜」
  - 作詞 - 橋本昌和 / 作曲 - 荒川敏行 / 歌 - 澤口和彦/かすかべ防衛隊
- エンディングテーマ - 『RPG』（トイズファクトリー）
  - 作詞 - Saori・Fukase / 作曲 - Fukase / 編曲 - SEKAI NO OWARI・CHRYSANTHEMUM BRIDGE / 歌 - SEKAI NO OWARI

## 映像ソフト
- 2013年11月8日、バンダイビジュアルより発売。前作同様、BD・DVDが同時発売された。本作以降は11月上旬の発売になっている。

## テレビ放送
- 次作『ガチンコ!逆襲のロボとーちゃん』の公開を記念するかたちで、2014年4月12日にテレビ朝日系列で地上波初放送（字幕・データ放送）。長らく映画の地上波放送においてエンディング部分はカットされていたが、今作以降はダイジェストとして放送されるようになる。また、この日は通常枠の金曜日ではなく土曜日に単発特別番組として放送された。
- 2020年9月6日には同年9月11日に公開予定の第28作目『激突! ラクガキングダムとほぼ四人の勇者』の公開を記念するかたちで、午前10時（『スペシャルサンデー』枠）より放送された[17]。こちらはオープニング・エンディング部分はカットされている。（終盤で焼きそばをしんのすけ達が作るシーンで流れる曲の途中に簡易的なエンドロールを流した）